# Рокмор, Клара
Клара Рокмор (англ. Clara Rockmore), урождённая Клара Ароновна Рейзенберг (9 марта 1911, Вильна — 10 мая 1998, Нью-Йорк) — американский музыкант, исполнительница на терменвоксе. Сестра Нади Рейзенберг.

## Биография
Родилась в Вильне, 9 марта 1911 года. Родители — Арон Иоселевич Рейзенберг и Рохка (Рохл) Хаимовна Град, уроженцы Ковно. Старшие сёстры — Надя (1904) и Анна (1905). Девочка-вундеркинд, Клара Рейзенберг начала учиться игре на скрипке в Петрограде, в пятилетнем возрасте, у самого Леопольда Ауэра. Однако в дальнейшем (как утверждается, из-за проблем с формированием костей, возникших в детстве в голодной революционной России) Клара по состоянию здоровья отказалась от карьеры скрипачки. С 1922 года семья Рейзенбергов жила в США.
В 1927 году Клара Рейзенберг познакомилась с Львом Терменом, изобретателем терменвокса, который в это время работал в США, и непосредственно у него научилась игре на новом инструменте.

Скрипачка-виртуоз, она быстро овладела искусством исполнения на терменвоксе, а Лев Сергеевич не чаял души в своей новой ученице. На её 18-летие подарил ей торт, который работал по принципу терменвокса, он начинал вращаться и электрическая свеча в нём начинала гореть, когда к нему приближалась Клара. <…> Клара стала выдающейся «терменвоксисткой». Благодаря ей изобретение Термена приобрело в США широкую известность. Она увлекла великого дирижера Леопольда Стоковского, он написал концерт для терменвокса с оркестром, который Клара исполняла в сопровождении Филадельфийского симфонического оркестра.

Имея профессиональное музыкальное образование, она во многом способствовала усовершенствованию самого инструмента (в частности, она предложила сделать более «резкой» характеристику канала управления громкостью звука, которая меняется с помощью антенны для левой руки) и техники игры на нём, стремясь к исполнению классического репертуара («Вокализ» Рахманинова, «Лебедь» Сен-Санса и т. п.).
Клара Рейзенберг-Рокмор концертировала в США и других странах на протяжении многих лет (иногда вместе со своей сестрой Надей в качестве аккомпаниатора), оставила ряд записей. Специально для неё Анис Фулейхан написал концерт для терменвокса и оркестра, концерт исполнялся совместно с Нью-Йоркским Симфоническим оркестром под руководством дирижёра Леопольда Стоковски. В 1977 году продюсер Роберт Муг издал альбом Клары «The Art of the Theremin» (рус. Искусство терменвокса), на котором она исполняет известные произведения конца XIX — начала XX веков.
В 1991 году Лев Термен вместе с дочерью Натальей и внучкой Ольгой посетил США по приглашению Стэнфордского университета и там, помимо прочего, встретился с Кларой Рокмор.

## Память
- Google Doodle в честь 105-летнего юбилея 9 марта 2016 года[3].
- Ярмолинец В. Умерла Клара Рокмор, уникальный исполнитель музыки на уникальном инструменте // Новое русское слово.— Нью-Йорк, 1998.— 13 мая (№ 30823).— С. 9: портр.
- Седых А. «Термен» Клары Рокмор: Музыка из воздуха // Новое русское слово.— Нью-Йорк, 1977.— 13 ноября (№ 24413).— С. 4: ил.
- Федорова Е. Музыка будущего // Новое русское слово.— Нью-Йорк, 1977.— 11 декабря (№ 24437).— С. 5.

## Дискография
- The Art of the Theremin (1977)
- Clara Rockmore’s Lost Theremin Album (2006)
- отдельные треки в сборнике Ionisation (1927—1945) (2011)
- отдельные треки в сборнике Music in & On the Air (2011)

## Фильмы и видео
- Martin, Steven M. (Director) (1995). Theremin: An Electronic Odyssey (Film and DVD). MGM. Дата обращения: 11 сентября 2009.
- Moog, Robert (Producer) (1998). Clara Rockmore: The Greatest Theremin Virtuosa (Videotape (VHS)). Moog Music and Little Big Films. Архивировано 22 декабря 2008.
- Moog, Robert (Producer) (2005). Two Theremin Classics (DVD). Moog Music and Little Big Films.

## Поп-культура
- Одна из песен в альбоме 2007 года Protect Yourself from Hollywood ирландской электропоп группы The Garland Cult называется «Clare Rockmore».
- В романе Шона Майклза[англ.] Us Conductors, победителе премии Гиллера 2014 года, описываются взаимоотношения между Рокмор и Львом Терменом.